# Zardoz
Zardoz este un film SF americano-irlandez din 1974 scris, produs și regizat de John Boorman. Rolurile principale au fost interpretate de actorii  Sean Connery, Charlotte Rampling și Sara Kestelman. Înfățișează o lume postapocaliptică în care barbarii se închină unui zeu de piatră numit „Zardoz” care le acordă moartea și viața eternă.

## Prezentare
Într-un viitor post-apocaliptic, anul 2293, populația umană este împărțită între Veșnici, oameni care au atins nemurirea prin tehnologie și Brute muritoare. Brutele trăiesc într-un ținut devastat și furnizează hrană pentru cei Veșnici. Aceștia trăiesc în zone îndepărtate ale lumii, dincolo de un zid invizibil, în "Vortex" unde duc o existență luxurioasă dar apatică. 
Legătura dintre cele două grupuri se face prin Brute-Exterminatori care ucid și terorizează alte Brute la ordinul unui imens cap de piatră zburător denumit Zardoz, acesta le furnizează arme în schimbul alimentelor pe care le colectează. Zed (Sean Connery), un Exterminator Brutal, se ascunde la bordul capului Zardoz în timpul unei călătorii, aici îl „ucide” temporar pe operator, creatorul său Veșnicul Arthur Frayn (Niall Buggy).
Odată ajuns în Vortex, Zed întâlnește doi Eterni - Consuella (Charlotte Rampling)  și May (Sara Kestelman).  Este copleșit de puterile psihice ale acestora,  făcut prizonier și pus să muncească ca lucrător umil în cadrul comunității lor. Consuella dorește ca Zed să fie distrus imediat; alții, conduși de May și un Veșnic subversiv denumit Friend (John Alderton), insistă să fie ținut în viață pentru a-l studia în continuare.  
În acest timp, Zed cercetează natura Vortexului. Veșnicii sunt supravegheați și protejați de moarte de Tabernacle, o inteligență artificială - acesta este un cristal uriaș conectat la mintea tuturor celor Veșnici și care își păstrează memoria în reflecțiile sale luminoase. Având în vedere viața lor fără de sfârșit, Veșnicii au ajuns să fie plictisiți și corupți. Inutilitatea procreării a făcut ca bărbații să devină impotenți și meditația a înlocuit somnul. Alții au catatonie formând pătura socială a Veșnicilor denumită "Apaticii". În Vortex ei au dezvoltat reguli sociale complexe care, dacă sunt încălcate, sunt pedepsite cu îmbătrânire artificială. Contravenienții cei mai extremi sunt condamnați la o vârstă înaintată permanentă și au statutul de "renegați". Dacă un Veșnic reușește cumva să moară este aproape imediat renăscut într-un alt corp sănătos, sintetic reprodus și care este identic cu cel pierdut.
Zed este mai puțin brutal și mult mai inteligent decât cred cei Veșnici că este.  Zed se dovedește a fi un mutant care a fost educat într-o bibliotecă distrusă în afara Vortexului. Printre cărțile pe care le-a descoperit a fost și Vrăjitorul din Oz, aceasta i-a  permis să-și dea seama de înșelăciunea Zardoz (Zardoz este prescurtarea de la  WiZard from Oz , iar romanul prezintă un manipulator aflat în spatele unei măști). Zed este de fapt produsul final al unor lungi experimente eugenice realizate de Arthur Frayn (timp de secole) cu scopul de a distruge Vortexul și de a salva omenirea din stagnarea sa fără de nicio speranță.

## Distribuție
- Sean Connery - Zed
- Charlotte Rampling - Consuella
- Sara Kestelman - May
- John Alderton - Friend
- Sally Anne Newton - Avalow
- Niall Buggy - Arthur Frayn / Zardoz
- Bosco Hogan - George Saden
- Jessica Swift - Apathetic
- Reginald Jarman - vocea Morții

## Productie
Boorman a avut ideea de a scrie Zardoz în momentul în care adapta The Lord of the Rings pentru United Artists, dar când studioul a devenit ezitant datorită costului de producție a versiunii cinematografice a cărților lui Tolkien, Boorman a continuat să fie interesat de ideea de a inventa o lume nouă și ciudată.
Finanțat de 20th Century Fox si produs de propria companie alui Boorman, John Boorman Productions Ltd., cu sediul în Dublin, filmările principale au avut loc în mai-august 1973, în Irlanda, la Studiourile Ardmore din Bray și în comitatul Wicklow. Inițial, Burt Reynolds a fost distribuit în rolul principal (acesta tocmai lucrase cu Boorman în 1972 la filmul Eliberarea), dar a trebuit să se retragă din cauza  programului supraîncărcat și a fost înlocuit cu Connery. După unele surse Stanley Kubrick a fost consilier tehnic necreditat al filmului.

## Vezi și
- 1974 în film
- Listă de filme distopice
- Listă de filme cu acțiunea în viitor
- Lista ficțiunilor apocaliptice și postapocaliptice
- Listă de ficțiuni cu holocaust nuclear
- Listă de filme apocaliptice